# フォアミセス
『フォアミセス』（for Mrs.）は、秋田書店が発行する日本の月刊女性漫画雑誌。1986年12月に創刊。前月3日発売。

## 概要
2003年2月号までは、発売日は毎月28日。主な読者は主婦。家族や子供を、近年では生命の尊さを中心とした医療をテーマにした作品を中心に掲載。

## 連載作品
- いのちの器（上原きみ子）
- しあわせは食べて寝て待て（水凪トリ）：2020年3月号[2] -
- あの山越えて 日・日・天のたより（夢路行）：2020年5月号 -
- どうぞごじゆうに〜クミコの発酵暮らし〜（いのうえさきこ）： - 2025年6月号[3]
- おひとりさま男子は猫の手が必要です！（遊佐ハルカ）：2023年8月号[4] -
- 小学受験のイロハ！ 〜6歳の受験生、合格目指してがんばります〜（水玉ペリ）：2023年11月号[5] -
- 母と同居で介護したらお互いエライ目にあった話（浦川佳弥）：2024年1月号[6] -
- 婚活とミシン もう一度恋がしたいけどめんどくさい気もする（和田フミ江）：2024年8月号[7] -
- 結婚したい私たち（あいかわももこ）：2025年4月号[8] -
- 私の推しはお金です（七瀬みなみ）：2025年6月号[3] -

## 過去の掲載作品
- 光とともに…（戸部けいこ）：2000年11月号[9] - 2009年3月号[9]、2010年4月号[9] - 2010年5月号（連載終了）[10]
- あの山越えて（夢路行）：2002年6月号 - 2020年2月号
- 桜人（草野誼）
- おなかまるだしこちゃん（草野誼）：2008年6月号 - 2008年8月号
- オバサンは地球を救う（飯野恵子）
- スマイル!!介護士物語（赤羽みちえ）
- 陽のあたる家〜生活保護に支えられて〜（さいきまこ）
- OBA先生（祐木純）
- そだちとすだち（ごとう和）：2018年3月号[11] -
- パパはわるものチャンピオン（原作：板橋雅弘、脚本：藤村享平、漫画：アキラ）：2018年5月号[12] - 2018年7月号
- ナースのチカラ 〜私たちにできること訪問看護物語〜（広田奈都美）： - 2023年4月号[13]
- cafeヘヴン（原なおこ）：2020年3月号[2] -
- おわるうございます〜葬儀社人情物語〜（小塚敦子）：2021年6月号 - 2024年10月号 ←『Eleganceイブ』より移籍
- 朝子のムジカ!!（和田フミ江）：2022年5月号[14] -
- 上手にいかれました（蒼星きまま）：2023年2月号[15] -
- 思い立ったがおつまみ（おづまりこ）：2023年4月号[13] - 2024年1月号

## 発行部数
|                    | 推定発行部数（全国出版協会） | 公称部数（日本雑誌協会）                   |
| ------------------ | ---------------------------- | ------------------------------------------ |
| 2000年（平成12年） | 15万部                       | 30.0万部（2000年1月 - 12月）               |
| 2002年（平成14年） |                              | 21.0万部（2002年1月 - 12月）               |
| 2003年（平成15年） | 16万部                       |                                            |
| 2004年（平成16年） | 16万部                       | 160,000部（2003年9月1日 - 2004年8月31日）  |
| 2005年（平成17年） | 10万部                       | 160,000部（2004年9月 - 2005年8月）         |
| 2006年（平成18年） | 12万部                       | 150,000部（2005年9月1日 - 2006年8月31日）  |
| 2007年（平成19年） | 10万部                       | 150,000部（2006年9月1日 - 2007年8月31日）  |
| 2008年（平成20年） | 10万部                       | 160,000部（2007年10月1日 - 2008年9月30日） |
| 2009年（平成21年） | 10万部                       | 150,000部（2008年10月1日 - 2009年9月30日） |
| 2010年（平成22年） | 9万部                        | 150,000部（2009年10月1日 - 2010年9月30日） |
| 2011年（平成23年） | 8万部                        | 150,000部（2010年10月1日 - 2011年9月30日） |
| 2012年（平成24年） | 8万部                        |                                            |
| 2013年（平成25年） | 8万部                        | 150,000部（2012年10月1日 - 2013年9月30日） |
| 2014年（平成26年） | 8万部                        | 150,000部（2013年10月1日 - 2014年9月30日） |
| 2015年（平成27年） | 7万部                        | 150,000部（2014年10月1日 - 2015年9月30日） |

## 関連誌
- for Mrs.スペシャル - 1994年8月に創刊。季刊（年4回刊）。発売日は1月、4月、7月、10月の19日。読み切り作品を中心に掲載。